# Rudolf Aitzetmüller
Rudolf Aitzetmüller (* 2. Dezember 1923 in Linz; † 18. August 2000 ebenda) war ein österreichischer Slawist.

## Leben
Rudolf Aitzetmüller studierte nach Entlassung aus der Kriegsgefangenschaft ab 1946 Indogermanistik und Slawistik an der Universität Graz. Dort promovierte er 1950. Als seine Frau Linda Sadnik 1959 an die Universität Saarbrücken berufen wurde, folgte er ihr nach Deutschland. 1962 wurde er als Dozent an die Universität Heidelberg berufen, schon ein Jahr später wurde er Ordinarius für Slavische Philologie an der Universität Tübingen. Von dort wurde er 1967 an die Universität Würzburg berufen, an der er bis zu seiner Emeritierung im Jahr 1991 lehrte. Er kehrte dann an seinen Studienort Graz zurück und lebte ab 1994 in Linz.
Aitzetmüller wurde 1989 zum ordentlichen und 1992 zum korrespondierenden Mitglied der Bayerischen Akademie der Wissenschaften gewählt. Er war Mitglied der Bulgarischen Akademie der Wissenschaften und erhielt mehrere bulgarische Ehrungen. Sein Spezialgebiet war die Erforschung des Altkirchenslavischen bzw. Altbulgarischen. U.a. publizierte er eine Grammatik dieser Sprache und – zusammen mit Linda Sadnik – ein Wörterbuch.